# Eguchipsammia japonica
Eguchipsammia japonica är en korallart som först beskrevs av Rehberg 1892.  Eguchipsammia japonica ingår i släktet Eguchipsammia och familjen Dendrophylliidae. Inga underarter finns listade i Catalogue of Life.